# 이다스

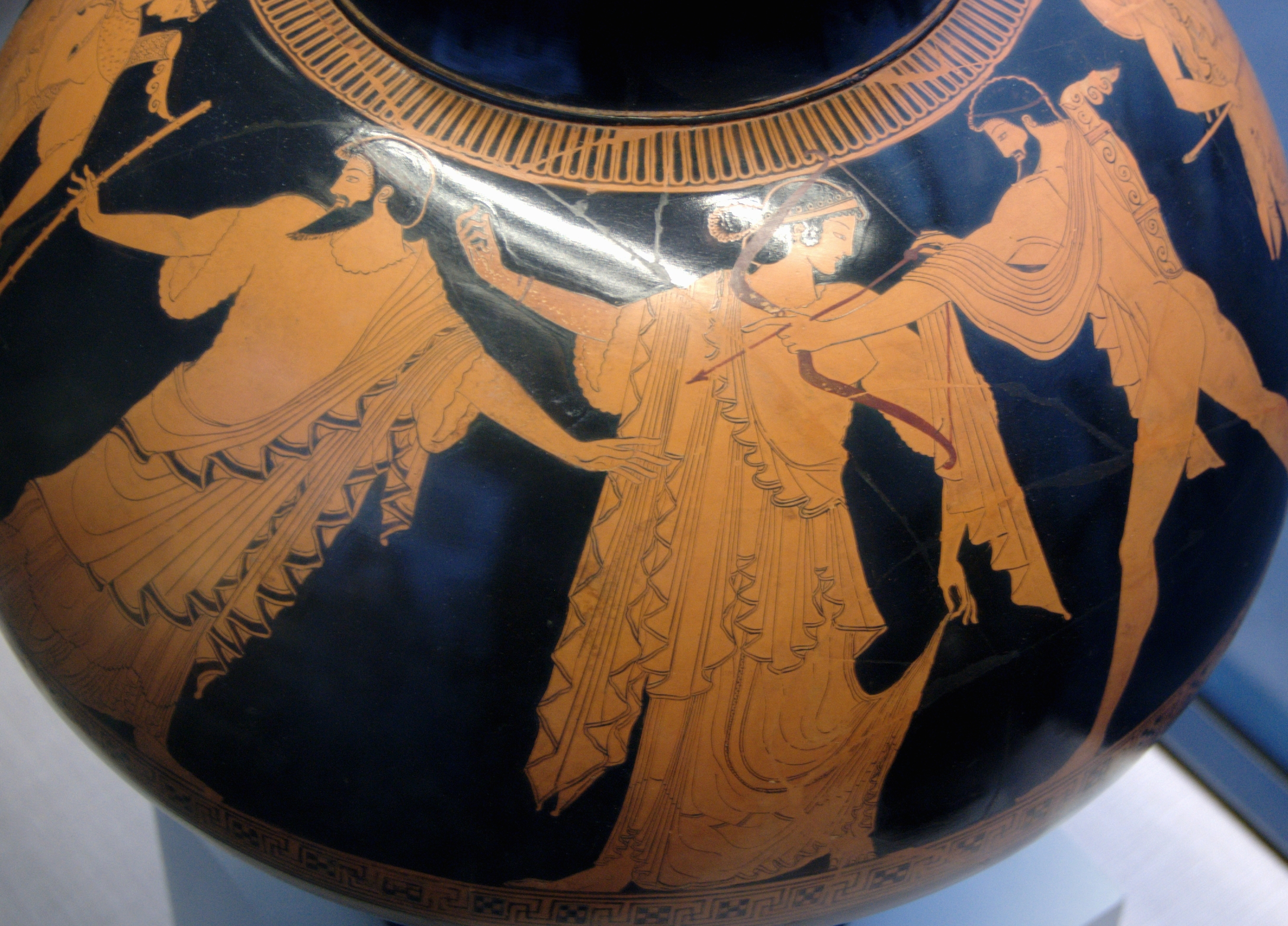

이다스(Idas)는 그리스 신화에 나오는 린케우스의 쌍둥이 형제이다. 메세네 왕 아파레우스와 아레네 사이에서 태어났다. 힘이 장사였으며 오만한 성격을 지녔다고 한다. 천리안을 지닌 동생 린케우스와 함께 황금의 양모피를 찾아 아르고호의 모험에 동참하였고 칼리돈의 멧돼지 사냥에도 참가하였다. 군신 아레스의 아들 에베노스는 딸 마르페사의 청혼자들에게 자신과 전차 경주를 벌여 이기면 딸과의 결혼을 허락하겠다고 약속하였다. 청혼자 가운데 하나였던 이다스는 포세이돈으로부터 받은 날개 달린 말이 끄는 전차를 타고 에베노스와 경주하여 승리하였다. 마르페사를 메세네로 데려온 이다스는 마르페사를 빼앗으려는 아폴론과 싸우게 되었다. 제우스가 중재하여 마르페사에게 선택권을 주자, 마르페사는 신 대신 자신과 함께 늙어갈 인간 이다스를 선택하였다고 한다. 이다스는 마르페사와의 사이에서 훗날 멜레아그로스의 아내가 된 클레오파트라를 낳았다. 또 테우트라스가 다스리는 테우트라니아를 침공하였다가 헤라클레스의 아들 텔레포스에게 패배하였다고 한다. 이다스와 린케우스는 숙부 레우키포스의 딸 힐라리아 및 포이베와 각각 약혼하였으나, 역시 쌍둥이 형제인 카스토르와 폴리데우케스(제우스의 아들들이라는 뜻에서 디오스쿠로이라고 부름)가 두 여자를 납치하여 결혼하였다. 이로 인해 두 쌍둥이 형제 사이에 싸움이 벌어져 이다스가 카스토르를 창으로 찔러 죽였다. 폴리데우케스는 이다스 형제를 쫓아가 린케우스를 창으로 찔러 죽였으며, 이다스는 제우스의 벼락을 맞아 죽었다고 한다.